# Adolf von Bissing
Adolph Baron von Bissing z Baworowej (ur. 3 listopada 1800 w dzisiejszym Tomaszowie Bolesławieckim; zm. 8 kwietnia 1880 w Baworowej (ob. część Leśnej), Lubań) – założyciel i teoretyk przedszkoli, był propagatorem turystyki pieszej oraz hodowcą owiec.

## Życiorys
Był synem pułkownika i właściciela ziemskiego Hansa Augusta von Bissinga i jego żony Auguste von Gröna. W dzieciństwie kształcony był w zakładzie von Fallenberga w Hofwyl koło Berna. Studiował prawo w Getyndze. Przebywał kilka lat w Anglii prawdopodobnie kształcąc się by podjąć karierę dyplomatyczną. Podczas podróży w Dreźnie spotkał polkę Marię Elisabeth Gotti, którą poślubił jesienią 1832 roku. Żona von Bissinga była córką Józefa Gotti, warszawskiego kupca, jednego z członków założycieli Resursy Kupieckiej i właściciela fabryki kart w Warszawie pod firmą Baumann & Gotti. W wieku 42 lat przejął pałac w Baworowie.
W swoim majątku założył zakład edukacyjny dla małych dzieci nazywany „Szkołą Olgi”. Był teoretykiem wczesnego kształcenia.
Prowadził również wzorcową owczarnię. Był założycielem dwóch tzw. depotów (owczarni elektoralnych z uzupełnianym zasobem) owiec: w 1835 r. w Potyczy w majątku J.D. Minasowicza oraz w 1836 r. w majątku Kurzany w guberni Wileńskiej.
Zajmował się propagowaniem turystyki: zbudował w pobliżu Baworowa w Dolinie Kwisy trasę spacerowo-widokową. Jednym z punktów charakterystycznych trasy jest „Skała Marii” – według miejscowej legendy miejsce zaręczyn z Marią Gotti.

## Źródła
- Kurier Warszawski 1835 nr 235, str. 2 lewa szpalta: doniesienie o otwarciu stacji owiec w Potyczy
- Gazeta Krakowska 1836 nr 136; str. 2 lewa szpalta: zawiadomienie o otwarciu stacji owiec w Kurzanach
- Ausgewählte Ahnentafeln der EDDA, Bd. 1, Buchungshauptstelle des Deutschen Adels (Arbeitsabteilung VI der Deutsche Adelsgenossenschaft) (Herausgeber), (Justus Perthes, Gotha 1925), 110 (Verlässlichkeit: 3), 13 Jun 2011
- Szlak turystyczny „Dolina pereł” założony przez A. Bissinga